# Crown Mountain
Crown Mountain – szczyt na wyspie Saint Thomas należącej do Wysp Dziewiczych Stanów Zjednoczonych, terytorium zależnego USA. Jest to najwyższy szczyt tego terytorium.